# Викилова, Эльмира Робертовна
Эльмира Робертовна Викилова (род. 21 января 1974, Кудымкар, Пермская область) — российская самбистка, чемпионка и призёр чемпионатов России, Европы и мира, мастер спорта России международного класса.

## Биография
В школьные годы начала заниматься самбо под руководством заслуженного тренера России В. Никитина. После окончания 8 классов средней школы поступила в Кудымкарское педагогическое училище на дошкольное отделение. Заочно окончила факультет физкультуры и спорта филиала Пермского государственного педагогического университета в городе Чайковский. В 1997 году переехала в Пермь. Учительница физкультуры одной из школ Мотовилихинского района Перми.

## Спортивные результаты
- Кубок России по самбо 2002 года — ;
- Чемпионат России по самбо среди женщин 2007 года — ;
- Чемпионат России по самбо среди женщин 2008 года — ;
- Чемпионат России по самбо 2015 года — .